# Antony Arandia
Antony Arandia-Menendez (Brussel, 24 mei 1986) is een Vlaams acteur afkomstig uit Brussel. Arandia-Menendez heeft Spaanse roots aan vaderszijde en wordt vanwege zijn uiterlijk ook wel de Vlaamse Johnny Depp genoemd.

## Biografie
Arandia is bekend van rollen in de series 16+ (2006, Eén), Dag en nacht: Hotel Eburon (VTM) en de telenovelle Sara (2008, VTM). Daarnaast speelde hij in de film Blinker en de Blixvaten. Verder was hij kandidaat en winnaar van Sterren op de Dansvloer (VTM).

## Carrière

### Theater
- Stilte aub (Noises off) - Toneelmeester (2008-2009)
- Spookverhalen - Eric (2016)

### Televisie
- Dubbelspel (2016) - Vic Sloeck
- 2 Hollywood (2011) - Antony Arandia
- Dag en Nacht (2010) - Titus Reynebeau
- Sara - Thomas De Graeve (2007-2008)

### Gastrollen
- Milo - Jayden (2024)
- Lisa - Bruno (2021)
- Familie - Joaquin Torres (2020-2021)
- Coppers - Wetsdokter (2016)
- Danni Lowinski - Thomas Cuypers in 'De Foute Keuze' (2013)
- Vermist - Arne Pauwels in ‘Arne’ (2010) - titelrol van de aflevering
- Een ster in de familie (2011) - sleutelrol als bekende persoon
- Mega Mindy - Lorenzo Magnifico in 'De Rode Roos' (2011)
- Aspe - Boris Hillemans in 'Dodelijke Ambitie' (2011)
- Spoed - Crapuul (2008)
- 16+ - Antony (2006-2007)

### Filmografie
- Dope (2008) - Ruben
- Blinker en de Blixvaten (2008) - Tino
- Verliefd op Ibiza (2013) - Steve

### Programma's
- Sterren op de dansvloer (2008) - finalewinnaar
- Mijn Sport Is Top (2008)
- Expeditie Robinson (2010) - deelnemer editie met bekende mensen
- In het laatste seizoen van Fata Morgana daagde hij op 20 juli 2008 Sint-Laureins uit, met het thema "Land van Atlantis"
- Op 8 januari 2012 was hij te gast in Ketnet Kingsize, waar hij wrapper Niels Destadsbader een tango-les geeft en als eerste BV mee het slijm van het Snode Snotspel trotseert
- Start to Cook - 5 afleveringen (2008-9)
- De klas van Frieda